# Uzi Narkiss
Uzi Narkiss (în ebraică עוזי נרקיס; n. 6 ianuarie 1925, Ierusalim, Palestina sub mandat britanic – d. 17 decembrie 1997, Ierusalim, Palestina) a fost un general israelian, care s-a făcut remarcat în Războiul de Șase Zile (1967). 
În perioada 1966-1968, generalul Uzi Narkiss a fost comandant al Armatei de Centru a Israelului.